# Sibirskaja
Sibirskaja (ros. Сибирская) – druga stacja linii Dzierżyńskiej, znajdującego się w Nowosybirsku systemu metra.

## Charakterystyka
Stacja Sibirskaja położona jest na obszarze rejonu centralnego. Umiejscowiona w niezwykle ruchliwej części miasta, a jej otwarcie umożliwiło udrożnienie transportu miejskiego. Sibirskaja umożliwia szybkie przejście na stację Krasnyj prospiekt, a tym samym przesiadkę z linii Dzierżyńskiej na linię Leninską. W czasie niezwykle niskich temperatur jej korytarze podziemne wykorzystywane są także przez mieszkańców jako swego rodzaju podziemny tunel dla pieszych, który umożliwia uniknięcie siarczystych mrozów. Jest to najgłębiej położona stacja systemu nowosybirskiej kolei podziemnej. Prace rozpoczęły się 1 grudnia 1980 roku, wykop miał głębokość od 20 do 22 metrów. Przy konstrukcji pojawiły się problemy z wodami gruntowymi.
Przystanek ten jest bogato dekorowany. Ściany wyłożone są ałtajskim marmurem i ozdobione scenami prezentującymi warunki życia na Syberii (zgodnie z nazwą), m.in. warunki przyrodnicze, klimatyczne czy lokalną faunę i florę. Na lewej ścianie związane z syberyjskimi wodami, kwiatami oraz górami i ludźmi Syberii, a na prawej ścianie m.in. z historią, lasami i północą. Elementy dekoracyjne zostały stworzone przez projektantów i artystów z Leningradu. Stacja Sibirskaja została oddana do użytku 31 grudnia 1987 roku. W jej uroczystym otwarciu wzięli udział przedstawiciele najwyższych władz sowieckich związanych z miastem i obwodem.